# Joseph Steininger
Joseph Steininger, auch Josef Steininger (* 1. Juli 1858 in Holzolling; † 4. Juni 1931 in Feldkirchen-Westerham) war ein deutscher Mühlenbesitzer und Mitglied des Deutschen Reichstags.

## Leben
Steininger besuchte von 1864 bis 1871 die Volksschule in Holzolling und in den Jahren 1874 bis 1876 die landwirtschaftliche Schule in Landsberg. 1880 nahm er in München privaten Handels-Unterricht und praktizierte dort im Maschinenbau. Bis 1880 war er in den Geschäften seines Vaters tätig und widmete sich bis dahin hauptsächlich der praktischen Ausübung der Landwirtschaft. 1880 übernahm er die selbstständige Leitung der Geschäfte seines Vaters in Westerham, welche in einer Holzstoff-Fabrik, Mahlmühle, Sägmühle und Ökonomie bestanden. 1887 bis 1918 war er Mitglied des Distriktrats Aibling. Weiter war er Mitglied des Oberbayerischen Landrats.
Von 1893 bis 1898 war er Mitglied des Deutschen Reichstags für den Reichstagswahlkreis Oberbayern 7 (Rosenheim, Ebersberg, Miesbach, Tölz) und die Deutsche Zentrumspartei. Von 1899 bis 1918 war er Mitglied der Bayerischen Kammer der Abgeordneten und von 1924 bis 1928 Mitglied des Bayerischen Landtags.